# Hermann Oehmichen (Offizier, 1899)
Hermann Oehmichen (* 6. November 1899 in Kamenz; † 1987) war ein deutscher Offizier der Wehrmacht, zuletzt Oberst und Leiter der Dienststelle General der Panzerabwehr aller Waffen im OKH der Wehrmacht.

## Leben
Hermann Oehmichen war ein Sohn des späteren Generalarztes Hermann Oehmichen († 1953).
Hermann Oehmichen junior besuchte das Königliche Gymnasium zu Dresden-Neustadt. 1917 trat er als Fahnenjunker in das Jägerbataillon Nr. 18 ein.
Nach dem Ersten Weltkrieg wurde er in die Reichswehr übernommen und schied 1921 als Leutnant im Infanterie-Regiment 10 aus der Armee aus. Später studierte er Rechtswissenschaften und schloss 1931 seine Promotion mit dem Thema Der Rechtsgedanke des Schadenausgleiches im Kraftfahrzeugrecht ab. 1934 wurde er als Hauptmann wieder eingestellt und kam in die Kraftfahrabteilung 6.
Als Major wurde ihm 1942 das Deutsche Kreuz in Gold verliehen. Er wurde Kommandeur der Panzer-Jäger-Abteilung 187 bei der 87. Infanterie-Division und war als Oberstleutnant Führer der Kampfgruppe Oehmichen, welche der Heeresgruppe B unterstellt war. Am 27. Dezember 1942 wurde er dafür mit dem Ritterkreuz des Eisernen Kreuzes ausgezeichnet.
1944 existierte ein sogenannter Sonderstab Oehmichen, welcher beim Oberbefehlshaber West zu Erfahrungen zur  Panzerabwehr berichtete. Im August 1944 wurde durch den Sonderstab Oehmichen der Festungs-Pak-Verband II aufgestellt.
Nachdem Anfang August 1944 General der Infanterie Dietrich von Choltitz Stadtkommandant von Paris geworden war, wurde Oehmichen als Experte für die Panzervernichtung aus Deutschland nach Paris geschickt. Zusätzlich brachte Oehmichen einige Instruktoren für die Einweisung in die Panzervernichtung, ein Aufklärungsbataillon, eine Reihe von leichten Lastwagen und eine Anzahl an Panzerfäusten nach Paris mit. Von Choltitz beauftragte Oehmichen daraufhin mit der Koordination der Panzerabwehrmaßnahmen.

## General der Panzerabwehr aller Waffen
Als im September 1944 unter dem Generalinspekteur der Panzertruppe im OKH der General der Panzerabwehr aller Waffen (Gen d Pz Abw aller Waffen) als Dienststelle zur Zusammenfassung der Panzerabwehr innerhalb der Wehrmacht eingerichtet wurde, übernahm Oehmichen diese Position. Die Position hatte die Dienststellung und Disziplinarbefugnisse eines Divisionskommandeurs. Er sollte die Kriegserfahrungen hinsichtlich des Einsatzes der Panzerabwehr auswerten, in Zusammenarbeit mit anderen Dienststellen eine einheitliche Waffenentwicklung ermöglichen und war berechtigt, gegenüber allen Dienststellen der Wehrmacht und Waffen-SS bzgl. Panzerabwehr bindende Weisungen zu erlassen. Ausgenommen waren die Fliegertruppe und die Flakartillerie der Luftwaffe.
Sofort wurde Oehmichen mit der Aufgabe betraut festzustellen, ob der Westwall mit 7,5-cm-PAK 40 ausgerüstet werden könnte. 700 Bunker wurde auf die Eignung hin untersucht, wobei 200 Bunker als ungeeignet eingestuft wurden. 335 Bunker wurde als mögliche Umrüstkandidaten identifiziert. Letztendlich wurden ca. 100 Bunker umgebaut. Später kam er zum LXXX. Armeekorps an der Westfront, wo er die Panzerabwehr organisieren sollte. An der Westfront wurde Oehmichen gefangen genommen.

## Veröffentlichungen (Auswahl)
- Die Krise der Panzerabwehr in der Verteidigung. In: Wehrwissenschaftliche Rundschau, Band 4, E. S. Mittler & Sohn, 1954, S. 19–28.
- gemeinsam mit Martin Mann: Der Weg der 87. Infanterie-Division. Selbstverlag der Traditionsgemeinschaft, 1969.